# Jobgarantie
Jobgarantie (Engels: job guarantee) is een beleidsmaatregel waarmee de overheid een baan ter beschikking stelt tegen minimumloon aan eenieder die wil werken. Doel is het creëren van werkzekerheid, volledige tewerkstelling én prijsstabiliteit. Door de jobgarantie verdwijnt de buffer van werklozen die de lonen en dus de inflatie laag houdt (het industrieel reserveleger van Marx). Hij wordt vervangen door een buffer van werkenden, die dezelfde inflatiebescherming biedt zonder de sociale kosten van werkloosheid.
Met het instellen van een jobgarantie neemt de overheid de verantwoordelijkheid op zich voor het falen van de economie om genoeg banen te genereren.

## Geschiedenis
Het voorstel van de jobgarantie is onder die naam uitgewerkt door postkeynesiaanse economen uit het Centre of Full Employment and Equity (University of Newcastle, Australië), het Levy Economics Institute (Bard College) en de University of Missouri–Kansas City. Ze bouwden voort op de traditie van het recht op arbeid, zoals opgenomen in de  Universele Verklaring van de Rechten van de Mens. Het concept van de jobgarantie werd geformuleerd door Hyman Minsky in 1965. Daarna hebben Bill Mitchell (1998) en Warren Mosler (1997–98) het onafhankelijk van elkaar verder ontwikkeld. Andere auteurs zoals Randall Wray (1998) hebben bijgedragen aan het uitdiepen van sommige aspecten; het werk van deze drie auteurs wordt gezamenlijk omschreven als Modern Monetary Theory. In Nederland wordt de jobgarantie verdedigd door Joan Muysken.

## Kenmerken
De jobgarantie staat open voor iedereen op de wettelijke arbeidsleeftijd die wil en kan werken. Er zijn geen voorwaarden inzake bestaansmiddelen. De bestaande sociale voorzieningen blijven bestaan, met uitzondering (eventueel) van het werkloosheidsstelsel.

### Loon
Het salaris van de deelnemers stemt in de meeste situaties overeen met het minimumloon. Zo blijft de impact op het loonniveau in de private sector (en dus op de inflatie) minimaal. Eén en ander veronderstelt dat het minimumloon de maatschappelijke aspiraties inzake een aanvaardbare levensstandaard correct weerspiegelt.

### Soort werk
De door de jobgarantie te creëren banen moeten in de eerste plaats liggen binnen sociaal en ecologisch nuttige activiteiten. Te denken valt aan zaken als stadsvernieuwing, straatkunst, herbebossing en erosiecontrole. De implementatie zou grotendeels in handen zijn van lokale overheden. Afstemming op de vormingsnoden van de betrokkenen (op vrijwillige basis) is een belangrijk pluspunt. Een uitdaging is het fluctuerende aantal van de onder het schema tewerkgestelden.

### Kosten en financiering
De verwachte kosten van een volledige jobgarantie liggen in lijn met uitgaven die gebruikelijk zijn in de huidige welvaartsstaten. Voor de financiering is het aangewezen dat een monetair soevereine overheid in eigen munt betaalt. De jobgarantie is op dit punt geïntegreerd binnen de Moderne Monetaire Theorie.

## Vergelijking met andere beleidsopties

### Baangarantie
In Nederland zijn werkgevers en overheid onder de naam 'baangarantie' een streefcijfer overeengekomen inzake tewerkstelling van arbeidsbeperkten. Dergelijke stelsels creëren geen afdwingbaar recht in hoofde van individuen en zijn daarom te onderscheiden van jobgaranties.

### Inzetbaarheidsverhoging
De OESO en andere instellingen leggen de nadruk op inzetbaarheid van werklozen. Door bijscholing en omscholing moeten ze beter worden voorbereid op de arbeidsmarkt. Deze agenda is bekritiseerd door de IAO. Bepleiters van de jobgarantie stellen dat zulke maatregelen de systemische aard van het werkloosheidsprobleem miskennen (een structureel vraagtekort) alsook de mismatch tussen de kenmerken van de beschikbare jobs en die van de werkzoekenden.

### Keynesianisme
Volledige tewerkstelling is een traditioneel doel van Keynesiaanse vraagstimulering. Door overheidsuitgaven probeert men de economie op gang te trekken van bovenaf. De jobgarantie werkt daarentegen bottom-up: het inkomen en de koopkracht van individuen worden van onderuit gestabiliseerd en dragen van daaruit bij aan de economische activiteit ("trickle-up"). Dit maakt de economie minder conjunctuurgevoelig en stabiliseert de winstverwachtingen. Het zorgt ook voor een betrouwbare inkomensstroom die de terugbetaling van schulden stabieler maakt.

### Workfare
In workfare-schema's worden werklozen verplicht om te werken voor hun uitkering. Anders dan bij de jobgarantie stelt workfare geen recht in voor eenieder en zijn de arbeidsvoorwaarden precair (geen eigenlijke verloning op een sociaal aanvaard niveau, geen vrije keuze van de arbeidsduur, weinig of geen opbouw van sociale rechten).

### Basisinkomen
Een universeel basisinkomen garandeert het inkomen zonder de baan. Verdedigers van de jobgarantie betwijfelen of dit basisinkomen hoog genoeg zal zijn om de belofte van armoedebestrijding waar te maken. Ze wijzen voorts op negatieve macro-economische effecten. Naarmate het basisinkomen genereuzer is, zullen meer mensen uit de arbeidsmarkt stappen, wat aanleiding zou geven tot muntdevaluatie en inflationaire druk. Uiteindelijk zou ook de output beginnen dalen en de materiële welvaart in het gedrang komen.

## Implementatie
Enkele landen hebben vormen van een jobgarantie ingevoerd. In Argentinië bestaat sinds 2001 het programma Jefes de Hogar (gezinshoofden), als reactie op de diepe economische crisis. India heeft in 2005 de National Rural Employment Guarantee Act (NREGA) aangenomen, gericht op de plattelandsbevolking. De aangeboden banen waren arbeidsintensief en laaggeschoold, zoals dam- en wegenaanleg, landschapsbeheer en dergelijke. Het programma heeft de landbouwlonen doen stijgen en ondervond daarom tegenstand van grootgrondbezitters.

## Voetnoten
1. ↑  (en) The Endogenous Money Approach
2. ↑  (en) Center for Full Employment and Price Stability
3. ↑  Hyman Minsky, The Role of Employment Policy, in: Margaret S. Gordon (red.), Poverty in America, 1965, p. 196-200
4. ↑  (en) W.F. Mitchell, "The Buffer Stock Employment Model. Full Employment without a NAIRU", in: Journal of Economic Issues, vol. 32, 1998, nr. 2, blz. 547-55
5. ↑  (en) W.B. Mosler, "Full Employment and Price Stability", in: Journal of Post Keynesian Economics, vol. 20, 1997-98, nr. 2, blz. 167-182
6. ↑  (en) R. Wray, Understanding Modern Money. The Key to Full Employment and Price Stability, Edward Elgar, Northampton, MA, 1998
7. ↑  (en) Beth Cook e.a., Creating effective local labour markets: a new framework for regional employment policy, , Centre of Full Employment and Equity, University of Newcastle, 2008
8. ↑  (en) "Macroeconomic policy for growth and employment", ILO, Committee on Employment and Social Policy, Governing Body, 291st Session, 2004
9. ↑  (en) Pavlina R. Tcherneva, Fiscal Policy Effectiveness. Lessons from the Great Recession[dode link] , 2011
10. ↑  (en) W. F. Mitchell en M. J. Watts, "Comparison of the Macroeconomic Consequences of Basic Income and Job Guarantee Schemes", in: Rutgers Journal of Law and Urban Policy, 2004, nr. 2, blz. 1-24